# زيلوريمبا

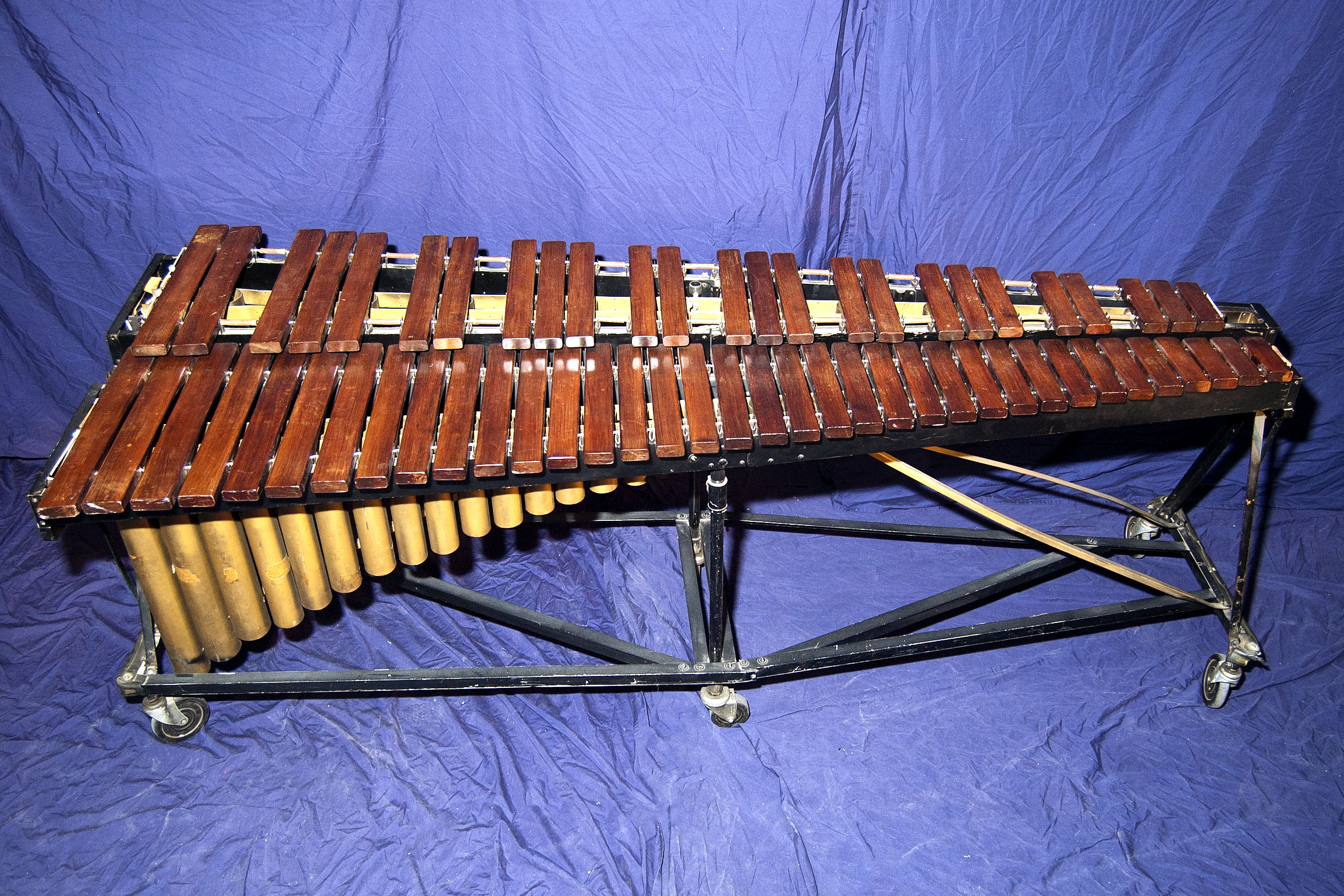
زيلوريمبا، مجال C3-C8

الزيلوريمبا (بالإنجليزية: xylorimba)‏ هي آلة إيقاعية لها حدة عالية تمثل زيلوفون ممدد المجال (وليست عبارة عن خليط بين الزيلوفون والماريمبا).
تتكون الزيلوريمبا من سلسلة من الألواح الخشبية مرتبة مثل مفاتيح البيانو وتغطي مجالا واسعا يضم ألواح الماريمبا غليظة الصوت وألواح الزيلوفون حادة الصوت.
يشبه صوت ألواح الزيلوريمبا الغليظة صوت الزيلوفون وليس صوت الماريمبا لأنها كثيفة وضيقة مقارنة بألواح الماريمبا (يختلف شكل ألواح الزيلوفون والماريمبا لتصدر صوتا مختلفا) بالإضافة إلى اختلاف حجم وشكل الرنان.
اشتهرت الآلة باسم ماريمبا-زيلوفون في عشرينات وثلاثينات القرن العشرين، وبالتحديد في مسرحيات فودفيل.
تسبب الاسم في الإرباك، بحيث طلب عدة ملحنون زيلوريمبا مثل ألبان بيرج، بيير بوليه وأوليفييه مسيان، لكن القطع المكتوبة كانت تتطلب زيلوفون أربعة أوكتافات فقط. لكن بيير كتب لآلتي زيلوريمبا في قطعتها "Pli selon pli".